# Celina contiger
Celina contiger är en skalbaggsart som beskrevs av Guignot 1947. Celina contiger ingår i släktet Celina och familjen dykare. Inga underarter finns listade i Catalogue of Life.